# Gül Baba
Gül Baba  of  Jafer († september 1541 te Boeda, Ottomaans Hongarije) was een 16e-eeuwse Ottomaanse bektashische derwisj, dichter, mysticus en hoveling van Sultan Süleyman I de Prachtlievende en was onderdeel van zijn gevolg bij Ottomaanse oorlogen in Europa.

## Biografie
Baba werd geboren in Merzifon in het vilajet Sivas, Ottomaanse Rijk, zijn vader was Kutb’ül Arifin Veli’üddin İbn Yalınkılıç. Zijn naam betekent  "Vader der rozen" en is een letterlijke vertaling van zijn naam in het Hongaars. Er wordt beweerd dat hij de roos in Hongarije heeft geïntroduceerd, maar dat berust waarschijnlijk op een godsdienstig misverstand: de roos dient in de islam eerder als metafoor voor het geloofsleven van een derwisj. Rozen kwamen ook allang in de natuur en binnen het huishouden voor. Tevens zou het ook een verkeerde vertaling in het Hongaars kunnen zijn, "Kel Baba" betekent namelijk kale vader.
Gül Baba onderging de eerste moslimbegrafenis na de Inname van Boeda in 1541 door het Ottomaanse Rijk. Hij zou gestorven zijn tijdens de overwinningsdienst in een moskee of gesneuveld tijdens de militaire gevechten rond de muren van de stad. Kalief Süleyman I benoemde hem tot stadsheilige van Boeda en was mogelijk een van zijn kistdragers. Sommige van Baba's familieleden, het geslacht Marzioglu, hebben dienstgedaan als pasja's van Trabzon. Baba was een tolerant man en een van de weinige Turken die werd gerespecteerd door de Hongaren.

## Tombe

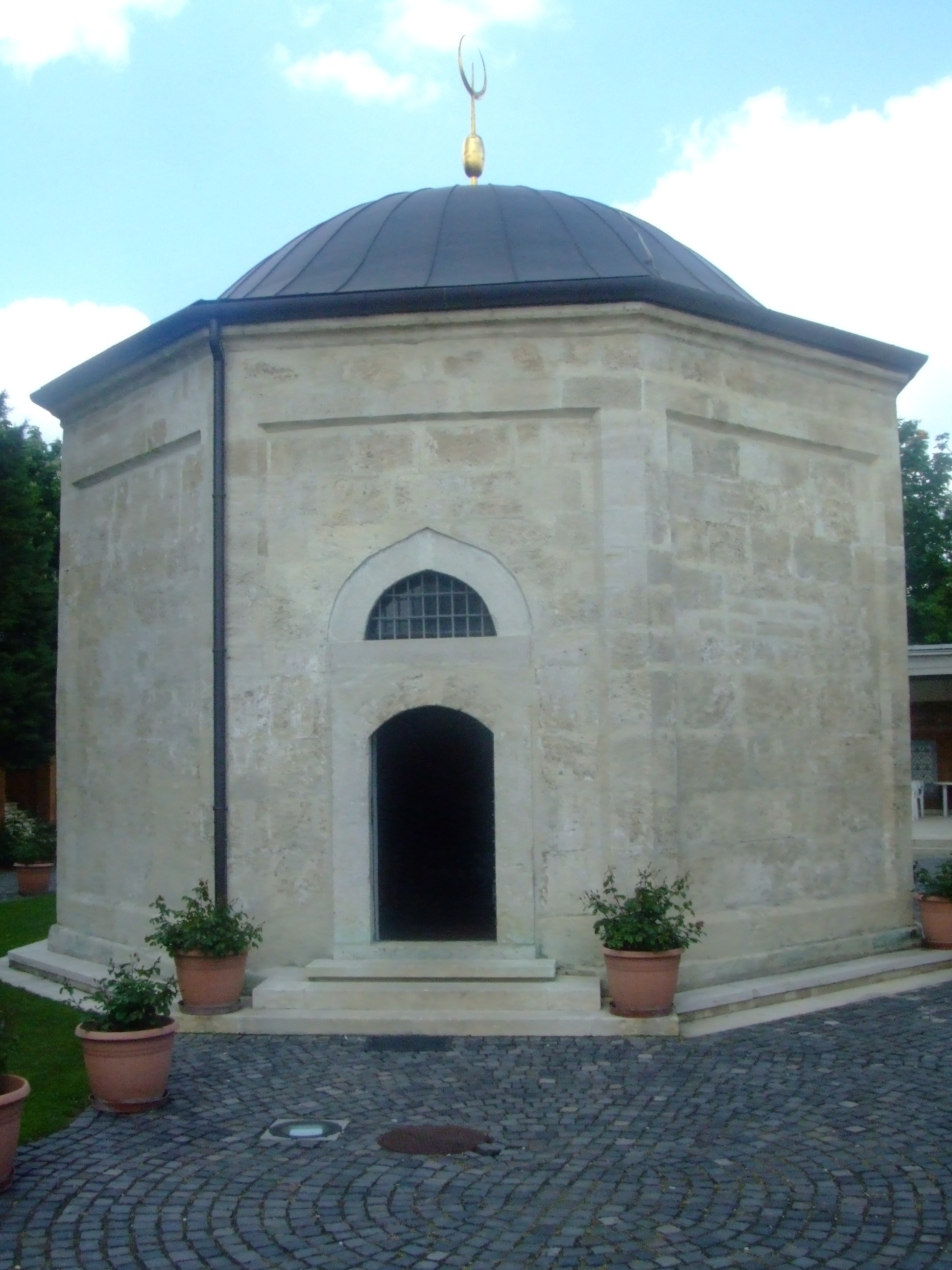
De Tombe van Gül Baba in Boedapest

De achthoekige türbe van Gül Baba is gelegen in het district Rózsadomb, dat naar hem vernoemd is en ligt ter hoogte van de Margarethabrug aan de linkeroever van de Donau, tussen de stadsdelen Boeda en Óbuda. Het mausoleum werd gebouwd door het Ottomaanse gezag van Hongarije onder leiding van de derde pasja van Boeda tussen 1543 en 1548 en ligt in een rozentuin.
Tijdens de herovering van Boeda in 1686 door de Habsburgers werd het mausoleum niet verwoest, maar door jezuïeten omgevormd tot een rooms-katholieke kapel hernoemd naar Sint-Jozef.
In de 19e eeuw kwam het land in handen van János Wagner, die het mausoleum onderhield en toegankelijk liet zijn voor islamitische pelgrims uit het Ottomaanse Rijk. In 1885 huurde de Ottomaanse overheid een Hongaars ingenieur in om de tombe te restaureren; toen de restauratie in 1914 was voltooid, werd het aangewezen als nationaal monument. Er volgden nog drie restauraties: in de jaren 1960, in de jaren 1990 en een restauratie die werd voltooid in 2018. De plek werd eigendom van de Republiek Turkije en geopend door de Hongaarse premier Viktor Orbán en de Turkse president Recep Tayyip Erdoğan.